# آنیبال دومنگینی
آنیبال دومنگینی (انگلیسی: Aníbal Domeneghini؛ زادهٔ ۱۵ مارس ۱۹۸۵) بازیکن فوتبال اهل آرژانتین است.
از باشگاه‌هایی که در آن بازی کرده‌است می‌توان به باشگاه ورزشی ماریتیمو اشاره کرد.